# Liste des membres de la 8e Chambre des communes d'Irlande du Nord
 (mai 2023).
Voici une liste des Membres du Parlement élus lors des élections générales de 1953 en Irlande du Nord. Les élections à la 8e Chambre des communes d'Irlande du Nord ont eu lieu le 22 octobre 1953.
Tous les membres de la Chambre des communes d'Irlande du Nord élus aux élections générales de 1953 sont répertoriés.

## Membres
| Nom                    | Circonscription      | Parti | Parti              |
| ---------------------- | -------------------- | ----- | ------------------ |
| Jack Andrews           | Mid Down             |       | Ulster Unionist    |
| John Edgar Bailey      | West Down            |       | Ulster Unionist    |
| Basil Brooke           | Lisnaskea            |       | Ulster Unionist    |
| Joseph Connellan       | South Down           |       | Nationalist        |
| Harry Diamond          | Belfast Falls        |       | Republican Labour  |
| Daniel Dixon           | Belfast Bloomfield   |       | Ulster Unionist    |
| George Dougan          | Central Armagh       |       | Ulster Unionist    |
| Brian Faulkner         | East Down            |       | Ulster Unionist    |
| Patrick Gormley        | Mid Londonderry      |       | Nationalist        |
| Francis Hanna          | Belfast Central      |       | Independent Labour |
| George Boyle Hanna     | Belfast Duncairn     |       | Ulster Unionist    |
| Robert Harcourt        | Belfast Woodvale     |       | Ulster Unionist    |
| Cahir Healy            | South Fermanagh      |       | Nationalist        |
| Bill Henderson         | Belfast Victoria     |       | Ulster Unionist    |
| Eileen M. Hickey       | Queen's University   |       | Indépendant        |
| Henry Holmes           | Belfast Shankill     |       | Ulster Unionist    |
| Alexander Hunter       | Carrick              |       | Ulster Unionist    |
| Samuel Irwin           | Queen's University   |       | Ulster Unionist    |
| Edward Warburton Jones | City of Londonderry  |       | Ulster Unionist    |
| Liam Kelly             | Mid Tyrone           |       | Anti-Partition     |
| Frederick Lloyd-Dodd   | Queen's University   |       | Ulster Unionist    |
| Thomas Lyons           | North Tyrone         |       | Ulster Unionist    |
| Elizabeth Maconachie   | Queen's University   |       | Ulster Unionist    |
| Brian Maginess         | Iveagh               |       | Ulster Unionist    |
| William May            | Ards                 |       | Ulster Unionist    |
| Eddie McAteer          | Foyle                |       | Nationalist        |
| William McCleery       | North Antrim         |       | Ulster Unionist    |
| Brian McConnell        | South Antrim         |       | Ulster Unionist    |
| William McCoy          | South Tyrone         |       | Ulster Unionist    |
| Charles McGleenan      | South Armagh         |       | Anti-Partition     |
| Dinah McNabb           | North Armagh         |       | Ulster Unionist    |
| James McSparran        | Mourne               |       | Nationalist        |
| Harry Midgley          | Belfast Willowfield  |       | Ulster Unionist    |
| Nat Minford            | Antrim               |       | Ulster Unionist    |
| Robert Moore           | North Londonderry    |       | Ulster Unionist    |
| Joseph Morgan          | Belfast Cromac       |       | Ulster Unionist    |
| Murtagh Morgan         | Belfast Dock         |       | Irish Labour       |
| William James Morgan   | Belfast Oldpark      |       | Ulster Unionist    |
| Ivan Neill             | Belfast Ballynafeigh |       | Ulster Unionist    |
| Thomas Charles Nelson  | Enniskillen          |       | Ulster Unionist    |
| Robert Samuel Nixon    | North Down           |       | Ulster Unionist    |
| Roderick O'Connor      | West Tyrone          |       | Nationalist        |
| Terence O'Neill        | Bannside             |       | Ulster Unionist    |
| Dehra Parker           | South Londonderry    |       | Ulster Unionist    |
| Norman Porter          | Belfast Clifton      |       | Ind. Unionist      |
| Samuel Rodgers         | Belfast Pottinger    |       | Ulster Unionist    |
| Robert Simpson         | Mid Antrim           |       | Ulster Unionist    |
| Joseph Francis Stewart | East Tyrone          |       | Nationalist        |
| Norman Stronge         | Mid Armagh           |       | Ulster Unionist    |
| Walter Topping         | Larne                |       | Ulster Unionist    |
| John Warnock           | Belfast St Anne's    |       | Ulster Unionist    |
| Archibald Wilson       | Belfast Windsor      |       | Ulster Unionist    |

## Changement
- 8 Mai 1954: Harry West élu pour les unionistes à Enniskillen, à la suite du décès de Thomas Charles Nelson.
- 15 Octobre 1955: Isaac Hawthorne est élu pour les unionistes de Central Armagh, à la suite du décès de George Dougan.
- 15 Novembre 1955: Neville Martin élu pour les unionistes à Belfast Woodvale, à la suite de la démission de Robert Harcourt.
- 23 Novembre 1956: Herbert Victor Kirk élu pour les unionistes à Belfast Windsor, à la suite de la démission de Archibald Wilson.
- 4 Décembre 1956: William Fitzsimmons élu pour les unionistes à Belfast Duncairn, à la suite de la démission de George Boyle Hanna.
- 29 Avril 1957: Décès de Harry Midgley.
- 30 Octobre 1957: Décès de William McCleery.